# Cal Janet (Navès)
Cal Janet és una masia situada al municipi de Navès, a la comarca catalana del Solsonès.